# Бобровнік
Бобро́внік (словац. Bobrovník) — село, громада в окрузі Ліптовски Мікулаш, Жилінський край, центральна Словаччина. Кадастрова площа громади — 6,78 км².

## Історія
Вперше згадується 1273 року.

## Населення
| Рік:            | 1993 | 2003    | 2013     | 2023    |
| --------------- | ---- | ------- | -------- | ------- |
| Кількість осіб: | 160  | 145     | 127      | 124     |
| Різниця:        |      | -9,37 % | -12,41 % | -2,36 % |

| Рік:            | 2022 | 2023    |
| --------------- | ---- | ------- |
| Кількість осіб: | 127  | 124     |
| Різниця:        |      | -2,36 % |

Кількість мешканців 121 особа (2010).
Національний склад:
- словаки — 98,70 %
- чехи — 0,65 %

Поруч із селом розташований археологічний музей Гавранок.